# Цубербиллер, Ольга Николаевна
Ольга Николаевна Цубербиллер (в девичестве Губонина, 7 [19] сентября 1885 года, Москва, Российская империя — 28 сентября 1975 года, Москва, СССР) — русский и советский учёный-математик и педагог высшей школы. Заслуженный деятель науки и техники РСФСР.
Одна из известнейших женщин — педагогов-математиков советской высшей школы. Автор популярного учебника по математике для втузов (около 30 переизданий, переведён на иностранные языки).

## Биография
Отец, Николай Петрович Губонин (1861—1918), сын выходца из крепостных крестьян, впоследствии — миллионера, Петра Ионовича Губонина (1825—1894), получившего дворянство за меценатство, заслуги в развитии образования в Российской империи и др. Мать, Надежда Константиновна Губонина (1864—1938), была домашней хозяйкой и в конце жизни находилась на иждивении дочери.
Ольга окончила полный курс в московской гимназии Арсеньевой (1903). Продолжив образование, с 1903 по 1908 год училась на физико-математическом факультете Московских высших женских курсов (МВЖК), оставила воспоминания о времени учёбы на курсах, о трудностях условий жизни курсисток (высокая, 100 рублей в год, плата за обучение, скудное питание, отсутствие нормальных помещений для занятий, схоластичность (оторванность от реальной жизни) получаемых знаний). Окончила курсы с отличием. Большую роль в её жизни как наставник сыграл выдающийся русский математик и педагог Болеслав Корнелиевич Млодзиевский. В 1913 году выдержала экзамен перед испытательной комиссией Московского университета на право преподавать, защитив работу «О некоторых топологических свойствах замкнутых поверхностей» и получив диплом I степени. Активно участвовала в процессе образования и самообразования и ранее, ещё в 1903 году она на общественных началах организовала математическую библиотеку, более 10 лет (1907—1917) возглавляла открытый ей же математический кружок для выпускниц МВЖК, где выступала с докладами и сама, причём уровень её выступлений оценивался очень высоко («блестяще»). Состояла членом Математического кружка, устроенного в 1905 году ведущими русскими математиками в Москве.
Фамилию Цубербиллер получила в 1907 году, выйдя замуж за Владимира Владимировича Цубербиллера, товарища (заместителя) председателя Московского окружного суда. В 1910 году В. В. Цубербиллер умер.
Преподавала высшую математику на Московских высших женских курсах (преобразованных в 1918 году во 2-й Московский университет) и в созданном в 1930 году Институте тонкой химической технологии, с 1930 года — профессор, в 1936–1965 годах возглавляла кафедру высшей математики. По воспоминаниям современников имела яркие черты преподавателя — «поставленный голос», была строга, бескомпромиссна, но справедлива, за что любима и руководством, и обучавшимися.
Владела немецким и французским языками. Перевела на русский язык и опубликовала ряд математических ряд работ
Была близкой подругой поэтессы Софьи Парнок (1885—1933) и оперной певицы Конкордии Антаровой. Родной брат Пётр Губонин (1884—1929) — офицер Российского императорского флота, участник Русско-японской войны, вахтенный начальник и плутонговый командир крейсера «Варяг», участник боя у Чемульпо, Георгиевский кавалер, капитан 2 ранга.

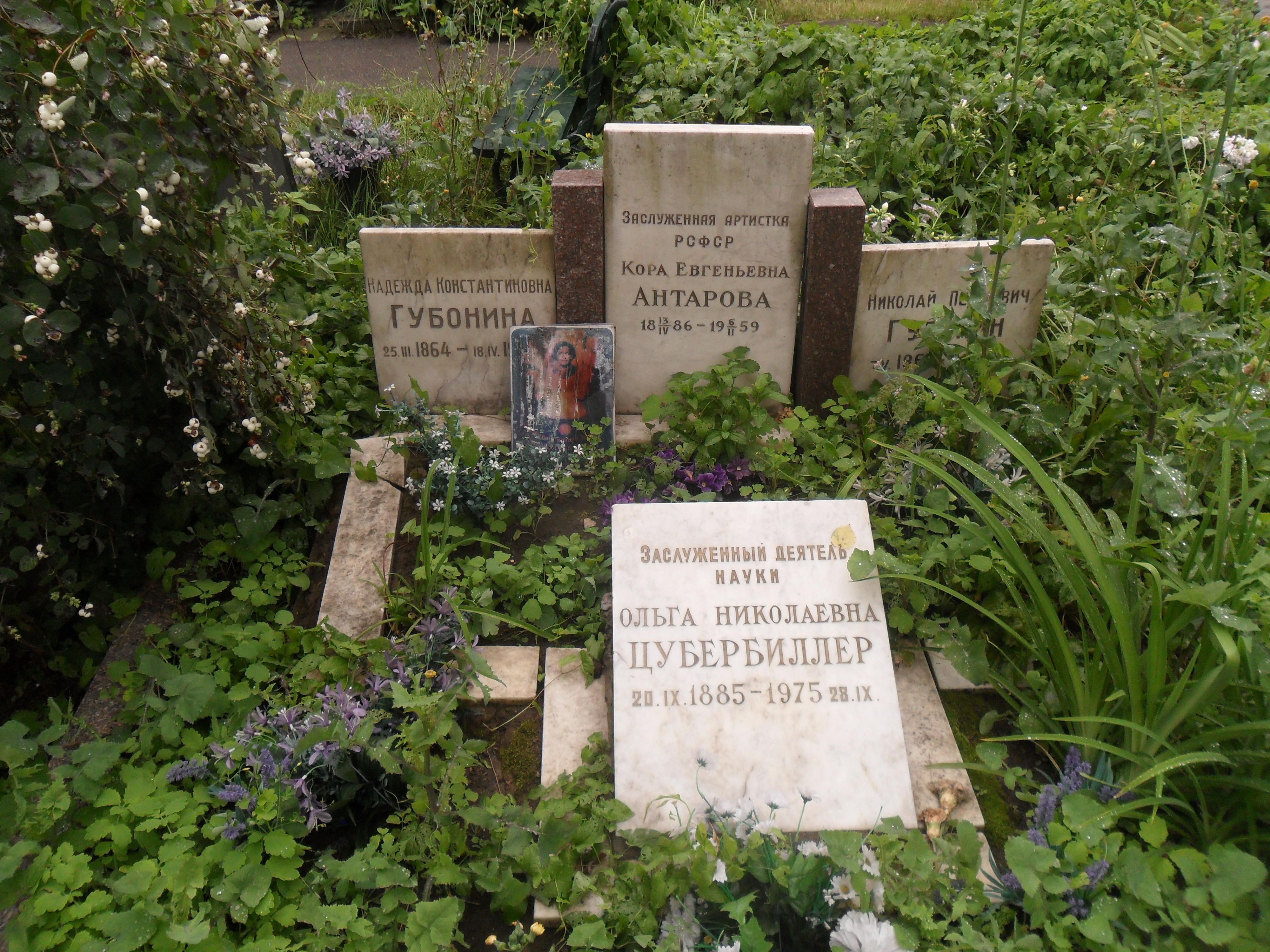
Могила О. Цубербиллер на Новодевичьем кладбище.

С октября 1958 года жила в новом доме на Фрунзенской набережной, 42. С 1969 года — на пенсии.
Похоронена в Москве, на Новодевичьем кладбище (1 уч. 37 ряд).

### Оценки современников
Близкая подруга Цубербиллер, Конкордия Антарова, характеризовала Ольгу Николаевну как всегда серьезную, редко улыбающуюся, но в обращении с людьми приятную и доброжелательную. Отмечала она и возможное отсутствие у Ольги Николаевны чувства юмора: запомнившиеся шутки Цубербиллер были чисто математические : «не знаю как у вас, химиков, но у нас, математиков, интеграл по замкнутому контуру равен нулю»
В одежде О. Н. Цубербиллер придерживалась строго делового стиля — мужской костюм, галстук, обувь со шнуровкой и на низком каблуке.
Её хобби было разведение роз.